# Mehmet Topal
Mehmet Topal (* 3. März 1986 in Malatya) ist ein ehemaliger türkischer Fußballspieler. Sein jüngerer Bruder Ahmet ist ebenfalls Fußballspieler.

## Karriere

### Im Verein

#### Die Anfänge der Profikarriere
Seine Profikarriere begann Topal beim damaligen türkischen Zweitligisten Dardanelspor in Çanakkale. Er absolvierte im Januar 2005 mit 18 Jahren sein Profidebüt in Istanbul im Ligaspiel gegen Sarıyer SK. In der Saison 2005/06 stieg Topal mit seiner Mannschaft in die dritte Liga ab.

#### Galatasaray Istanbul
Im September 2006 wechselte Topal kurz nach Beginn der Spielzeit 2006/07 für eine Ablösesumme in Höhe von einer Million Euro zur Galatasaray Istanbul. Im gleichen Monat gab er mit 20 Jahren sein Europapokaldebüt in der Gruppenphase der UEFA Champions League gegen Girondins Bordeaux. Anfangs bei Galatasaray unter dem Trainer Eric Gerets war Topal lediglich Ergänzungsspieler, sodass er mit einem Wechsel zur Saison 2007/08 liebäugelte.
In der Folgesaison blieb Topal beim Verein und machte sich Hoffnungen auf einen Stammplatz unter dem neuen Trainer Karl-Heinz Feldkamp. Da mit Tobias Linderoth jedoch ein erfahrener Spieler auf seiner Position zu Galatasaray gewechselt war, kam er in der Hinrunde dieser Spielzeit nur zu Kurzeinsätzen. In der Rückrunde verletzte sich Linderoth schwer und musste die Saison vorzeitig beenden. Topal erhielt seine Chance und überzeugte. Durch seine Leistungen wurde er mit einer Nominierung zur Nationalmannschaft und vorzeitigen Vertragsverlängerung bis Mai 2013 zu besseren Konditionen belohnt. Am Ende seiner bis dahin erfolgreichsten Spielzeit stand der Gewinn der türkischen Meisterschaft. Drei Monate später im August 2008 gewann Topal auch den türkischen Supercup. Er bestritt in vier Jahren 126 Pflichtspiele und erzielte sechs Tore für Galatasaray.

#### FC Valencia
Zur Saison 2010/11 wechselte Topal für rund fünf Millionen Euro Ablöse zum FC Valencia in die Primera División nach Spanien und unterschrieb einen Vierjahresvertrag. Die Hinrunde verlief für ihn unglücklich. Wegen zahlreicher Verletzungen kam er zunächst selten zum Einsatz, setzte sich jedoch anschließend durch und stand seit der Rückrunde öfter in der Stammformation. In der Spielzeit 2011/12 markierte Topal den 1:0-Siegtreffer mit einem Fernschuss im 100. UEFA-Europa-League-Spiel des FC Valencia im Sechzehntelfinal-Hinspiel gegen Stoke City. Er erreichte mit dem FC Valencia den dritten Rang in der spanischen Meisterschaft. Ergänzend gelangen sie jeweils ins Halbfinale der Copa del Rey und der UEFA Europa League und schieden in beiden Pokalwettbewerben gegen die jeweiligen späteren Pokalsieger FC Barcelona bzw. Atlético Madrid aus.

#### Fenerbahçe Istanbul
Anfang Juli 2012 wechselte Topal zur Saison 2012/13 für eine Ablösesumme in Höhe von 4,5 Millionen Euro zu Fenerbahçe Istanbul. Er unterschrieb einen Vierjahresvertrag.

#### Istanbul Başakşehir FK
Im Sommer 2019 löste er nach gegenseitigem Einvernehmen mit Fenerbahçe seinen noch ein Jahr gültigen Vertrag auf und wechselte zum Ligarivalen Istanbul Başakşehir FK.

#### Beşiktaş Istanbul
Seine letzte aktive Saison (2021/22) verbrachte Topal bei Beşiktaş Istanbul und kam dort zu sieben Einsätzen. Am 19. Juli 2022 gab er sein Karriereende bekannt.

### In der Nationalmannschaft

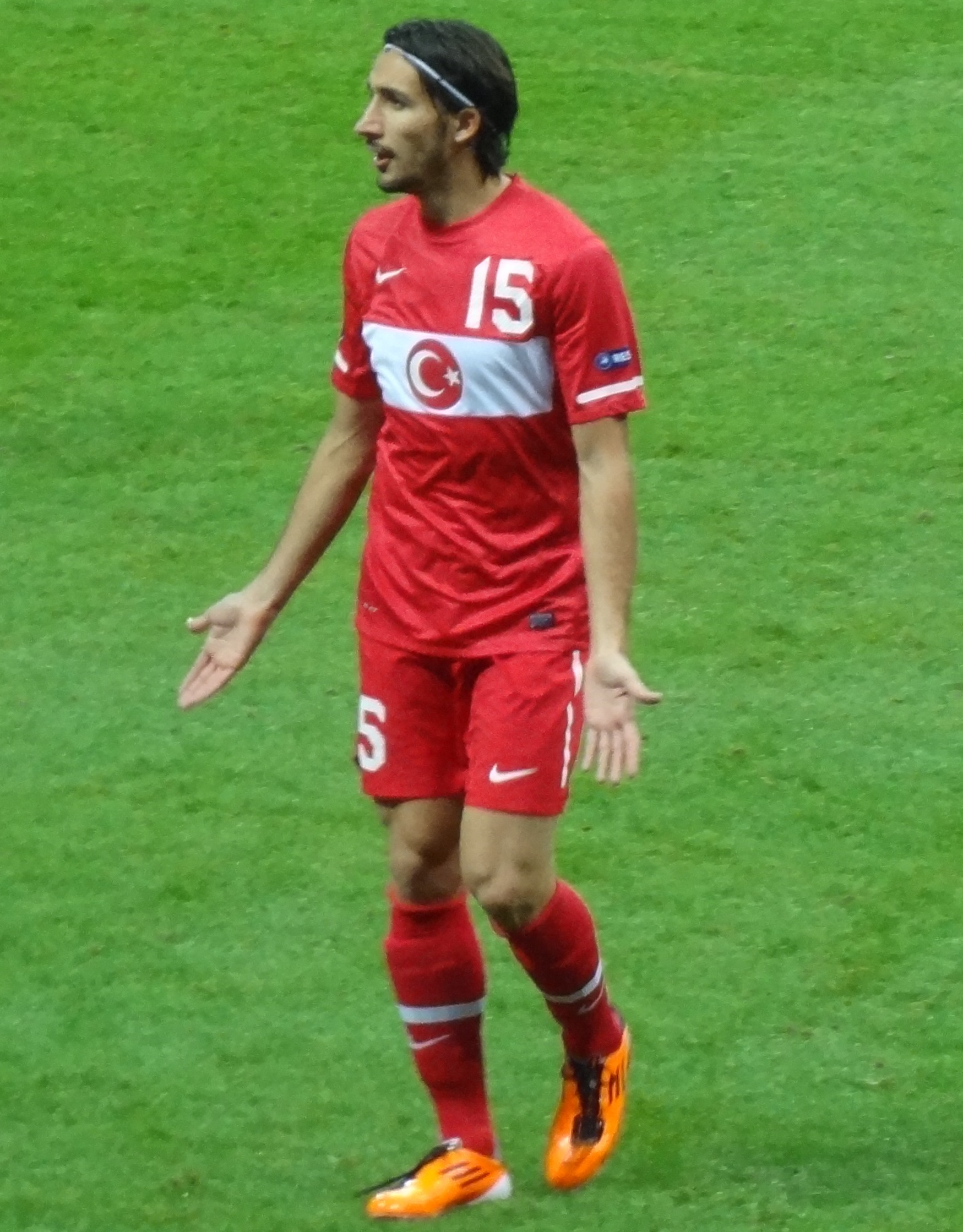
Mehmet Topal im Trikot der türkischen Fußballnationalmannschaft

Topal durchlief die türkischen Jugendnationalmannschaften der U-19 bis U-21, bestritt insgesamt 15 Spiele und erzielte ein Tor. Aufgrund seiner Leistungen bei Galatasaray Istanbul nominierte ihn der A-Nationaltrainer Fatih Terim Anfang Februar 2008. Sein erstes Länderspiel für die türkische A-Nationalmannschaft bestritt er mit 21 Jahren am 6. Februar 2008 im Testspiel gegen Schweden. Drei Monate später wurde Topal in den Kader zur UEFA Euro 2008 in Österreich und der Schweiz berufen. Bei der Fußball-Europameisterschaft 2016 in Frankreich wurde er als Stammspieler in das türkische Aufgebot aufgenommen. Er gehörte zu den Spielern, die alle drei Gruppenspiele vollständig bestritten. Nach der Gruppenphase schied das Team aus.

## Spielweise
Mehmet Topal ist ein 1,87 Meter großer defensiver Mittelfeldspieler, der beidfüßig spielen kann. Er kann sowohl in der Innenverteidigung als auch im rechten Mittelfeld spielen, aber bevorzugt es, im defensiven Mittelfeld zu agieren. Dort stellt Topal die Räume geschickt eng; seine primäre Stärke liegt darin, Bälle abzufangen und den Gegenzug einzuleiten. Außerdem verfügt er über einen gefährlichen Schuss.
Aufgrund seiner langen Beine, guten Ballführung und schnellen Schritten wird Mehmet Topal von Fans und Medien Spider, übersetzt Spinne, genannt.

## Erfolge

### Verein
- Galatasaray Istanbul (2006–2010)
  - Türkischer Meister: 2008
  - Türkischer Supercupsieger: 2008
- Fenerbahçe Istanbul
  - Türkischer Pokalsieger: 2013
  - Türkischer Meister: 2014
  - Türkischer Supercup-Sieger: 2014

### Nationalmannschaft
- Türkische A-Nationalmannschaft
  - UEFA-Europameisterschaft: Halbfinalist 2008 in Österreich und der Schweiz (4 Einsätze in 5 EM-Spielen)